# IC 3860
IC 3860 је ознака објекта на координатама са ректансцензијом 12h 54m 7,2s и деклинацијом + 19° 17" 58'. Открио га је Макс Волф, 27. јануара 1904. Каснијим посматрањима на том положају није уочен никакав астрономски објекат.